# Токийский марш
«Токийский марш» (яп. 東京行進曲 то:кё: ко:синкёку, англ. Tokyo March) — японский немой чёрно-белый фильм 1929 года, драма режиссёра Кэндзи Мидзогути. Премьера фильма состоялась 31 мая 1929 года, после чего фильм практически исчез. Как и многие ранние японские фильмы, считался утраченным во время бомбардировок Второй мировой войны. Только недавно были обнаружены несколько фрагментов, отреставрированные и смонтированные во Франции.

## Сюжет
Молодая сирота Митико живёт со своими тётей и дядей. Мать оставила своё кольцо в память о себе, а отца Митико не знала. Она устраивается работать гейшей под именем Ориэ. Однажды ей встречаются двое молодых людей, играющих в теннис. К ней во двор залетел их теннисный мяч и она его им любезно возвратила (и обоим молодым людям запала в душу). На работе же она также приглянулась немолодому уже клиенту, который, как окажется, является отцом одного из этих молодых людей. Его сын и Митико объявляют ему о своём намерении пожениться, однако он не даёт своего родительского благословения, ибо присмотрел девушку для себя. При очередной попытке завоевать сердце красавицы, он видит у неё на пальце кольцо — и понимает, что она является его собственной незаконнорождённой дочерью. Естественно, что она не может стать и женой его сына, так как является ему сестрой. Митико принимает предложение руки и сердца друга молодого человека.

## В ролях
- Сидзуэ Нацукава — Митико, Ориэ
- Кодзи Сима — Ёсики Фудзимото
- Исаму Косуги — Юкити Сакума
- Эйдзи Такаги — отец Фудзимото
- Рэйдзи Итики — Нобуо Мацунами
- Такако Ириэ — Саюрико Фудзимото
- Такая Ито — Ясуда

## О фильме
Один из самых ранних из немногих сохранившихся фильмов Мидзогути (из около 70 его немых работ). Сохранилось лишь несколько фрагментов из фильма общей продолжительностью 29 минут из 90. Судя по всему, в фильме имелось несколько параллельных историй о жизни Токио 1920-х годов, но в сокращённом варианте сохранились только основные моменты одной из сюжетных нитей (такие предположения возникли из-за того, что специалисты увидели на экране актрису Такако Ириэ, звезду фильмов Мидзогути, которая мелькает на заднем плане, что не соответствует её уровню известности).